# Grantiella picta
Grantiella picta là một loài chim trong họ Meliphagidae.